# Psychotria johnsii
Psychotria johnsii är en måreväxtart som beskrevs av Seymour Hans Sohmer. Psychotria johnsii ingår i släktet Psychotria och familjen måreväxter. Inga underarter finns listade i Catalogue of Life.